# John Floyd (1783–1837)
John Floyd (ur. 24 kwietnia 1783 w hrabstwie Jefferson, zm. 17 sierpnia 1837 w hrabstwie Monroe) – amerykański polityk, kandydat na prezydenta w 1832 roku.

## Biografia
Urodził się 24 kwietnia 1783 roku na terenie hrabstwa Jefferson. Uczęszczał do Dickinson College w Carlisle, a w 1806 roku skończył studia medyczne na Uniwersytecie Pensylwanii. Po studiach osiadł w Lexington, a następnie przeniósł się do Christiansburga, gdzie praktykował medycynę, a w 1807 roku został sędzią pokoju. Został także majorem w milicji stanowej, a w czasie wojny z Wielką Brytanią służył jak chirurg i w 1812 roku został awansowany na generała brygady. W 1814 roku został wybrany do legislatury stanowej Wirginii, natomiast rok później – do Izby Reprezentantów z ramienia Partii Demokratyczno-Republikańskiej. W izbie niższej zasiadał do 1829 roku, kiedy to nie ubiegał się o reelekcję. Rok później został gubernatorem Wirginii i funkcję tę pełnił przez dwie kadencje. W wyborach prezydenckich w 1832 roku został kandydatem nullifikacjonistów. Otrzymał 11 głosów w głosowaniu Kolegium Elektorów. Zmarł 17 sierpnia 1837 na terenie hrabstwa Monroe.
Jego żoną była Letitia Preston, mieli dziewięcioro dzieci.